# Breeders' Cup Juvenile Fillies
Groupe 1
La Breeders' Cup Juvenile Fillies est l'une des épreuves de la Breeders' Cup. 
Elle est ouverte aux pouliches de 2 ans et se déroule sur la distance de 1 700 m sur le dirt (exceptionnellement 1 600 m en 1984, 1985 et 1987, 1 800 m en 2002). L'allocation s'élève à 2 000 000 $.

## Palmarès
| Année | Hippodrome         | Vainqueur          | Pays       | Père              | Jockey             | Entraîneur           | Propriétaire                               | Deuxième           | Troisième         | Temps   |
| ----- | ------------------ | ------------------ | ---------- | ----------------- | ------------------ | -------------------- | ------------------------------------------ | ------------------ | ----------------- | ------- |
| 2024  | Del Mar            | Immersive          | États-Unis | Nyquist           | Manuel Franco      | Brad Cox             | Godolphin                                  | Vodka With A Twist | Quickick          | 1'44"36 |
| 2023  | Santa Anita Park   | Just FYI           | États-Unis | Justify           | Junior Alvarado    | Bill Mott            | George Krikorian                           | Jody's Pride       | Candied           | 1'44"58 |
| 2022  | Keeneland          | Wonder Wheel       | États-Unis | Into Mischief     | Tyler Gaffalione   | Mark Casse           | D.J. Stable LLC                            | Leave No Trace     | Raging Sea        | 1'44"90 |
| 2021  | Del Mar            | Echo Zulu          | États-Unis | Gun Runner        | Joel Rosario       | Steve Assmussen      | L and N Racing LLC & Winchell LLC          | Jujus Map          | Tarabi            | 1'42"24 |
| 2020  | Keeneland          | Vequist            | États-Unis | Nyquist           | Joel Rosario       | Robert Reid          | G. Barber, Wachtel Stable & Swilcan Stable | Dayoutoftheoffice  | Girl Daddy        | 1'42"30 |
| 2019  | Santa Anita Park   | British Idiom      | États-Unis | Flashback         | Javier Castellano  | Brad Cox             | Madaket Stables LLC & Co                   | Donna Veloce       | Bast              | 1'47"07 |
| 2018  | Churchill Downs    | Jaywalk            | États-Unis | Cross Traffic     | Joel Rosario       | John Servis          | Cash is King LLC & Green, Leonard C.       | Restless Rider     | Vibrance          | 1'43"62 |
| 2017  | Del Mar            | Caledonia Road     | États-Unis | Quality Road      | Mike E. Smith      | Ralph Nicks          | Zoom and Fish Stable & Co                  | Alluring Star      | Blonde Bomber     | 1'45"05 |
| 2016  | Santa Anita Park   | Champagne Room     | États-Unis | Broken Vow        | Mario Gutierrez    | Peter Eurton         | Ciaglia Racing                             | Valadorna          | American Gal      | 1'45"12 |
| 2015  | Keeneland          | Songbird           | États-Unis | Medaglia d'Oro    | Mike E. Smith      | Jerry Hollendorfer   | Fox Hill Farms Inc.                        | Rachel's Valentina | Dothraki Queen    | 1'42"73 |
| 2014  | Santa Anita Park   | Take Charge Brandi | États-Unis | Giant's Causeway  | Victor Espinoza    | D.-Wayne Lukas       | Willis D.Horton                            | Top Decile         | Wonder Gal        | 1'41"95 |
| 2013  | Santa Anita Park   | Ria Antonia        | États-Unis | Rockport Harbor   | Javier Castellano  | Jeremiah Englehart   | Loooch Racing Stable Inc.                  | She's A Tiger      | Rosalind          | 1'43"02 |
| 2012  | Santa Anita Park   | Beholder           | États-Unis | Henry Hughes      | Garrett Gomez      | Richard Mandella     | Spendthrift Farm Llc                       | Executiveprivilege | Dreaming of Julia | 1'43"61 |
| 2011  | Churchill Downs    | My Miss Aurelia    | États-Unis | Smart Strike      | Corey Nakatani     | Steve Asmussen       | Stonestreet Stables                        | Grace Hall         | Weemissfrankie    | 1'46"00 |
| 2010  | Churchill Downs    | Awesome Feather    | États-Unis | Awesome of Course | Jeffrey Sanchez    | Stanley I. Gold      | Jacks or Better Farm, Inc.                 | R Heat Lightning   | Delightful Mary   | 1'45"17 |
| 2009  | Santa Anita Park   | She Be Wild        | États-Unis | Offlee Wild       | Julien Leparoux    | W.-M. Catalano       | Mme N. Mazzoni                             | Beautician         | Blind Luck        | 1'43"80 |
| 2008  | Santa Anita Park   | Stardom Bound      | États-Unis | Tapit             | Mike E. Smith      | Christopher Paasch   | Charles Cono LLC                           | Dream Empress      | Sky Diva          | 1'40"99 |
| 2007  | Monmouth Park      | Indian Blessing    | États-Unis | Indian Charlie    | Garrett Gomez      | Bob Baffaert         | Hal J. Earnhardt III                       | Proud Spell        | Backseat Rhythm   | 1'44"73 |
| 2006  | Churchill Downs    | Dreaming of Anna   | États-Unis | Rahy              | Rene Douglas       | Wayne Catalano       | Frank C. Calabrese                         | Octave             | Cotton Blossom    | 1'43"81 |
| 2005  | Belmont Park       | Folklore           | États-Unis | Tiznow            | Edgar Prado        | D. Wayne Lukas       | Bob & Beverly Lewis                        | Wild Fit           | Original Spin     | 1'43"85 |
| 2004  | Lone Star Park     | Sweet Catomine     | États-Unis | Storm Cat         | Corey Nakatani     | Julio Canani         | Martin J. Wygod                            | Balletto           | Runway Model      | 1'41"65 |
| 2003  | Santa Anita Park   | Halfbridled        | États-Unis | Unbridled         | Julie Krone        | Richard Mandella     | Wertheimer Farm                            | Ashado             | Victory U.S.A     | 1'42"75 |
| 2002  | Arlington Park     | Storm Flag Flying  | États-Unis | Storm Cat         | John Velazquez     | Shug McGaughey       | Ogden Mills Phipps                         | Composure          | Santa Catarina    | 1'49"60 |
| 2001  | Belmont Park       | Tempera            | États-Unis | A.P. Indy         | David R. Flores    | Eoin Harty           | Godolphin Racing                           | Imperial Gesture   | Bella Bellucci    | 1'41"49 |
| 2000  | Churchill Downs    | Caressing          | États-Unis | Honour And Glory  | John Velazquez     | David Vance          | Carl F. Pollard                            | Platinum Tiara     | Shes A Devil Due  | 1'42"60 |
| 1999  | Gulfstream Park    | Cash Run           | États-Unis | Seeking The Gold  | Jerry Bailey       | D. Wayne Lukas       | Padua Stable                               | Chilukki           | Surfside          | 1'43"20 |
| 1998  | Churchill Downs    | Silverbulletday    | États-Unis | Silver Deputy     | Gary Stevens       | Bob Baffert          | Mike Pegram                                | Excellent Meeting  | Three Ring        | 1'43"40 |
| 1997  | Hollywood Park     | Countess Diana     | États-Unis | Deerhound         | Shane Sellers      | Patrick B. Byrne     | Kaster & Propson                           | Career Collection  | Primaly           | 1'42"20 |
| 1996  | Woodbine           | Storm Song         | États-Unis | Summer Squall     | Craig Perret       | Nick Zito            | Dogwood Stable                             | Love That Jazz     | Critical Factor   | 1'43"60 |
| 1995  | Belmont Park       | My Flag            | États-Unis | Easy Goer         | Jerry Bailey       | Shug McGaughey       | Ogden Phipps                               | Cara Rafaela       | Golden Attraction | 1'42"40 |
| 1994  | Churchill Downs    | Flanders           | États-Unis | Seeking The Gold  | Pat Day            | D. Wayne Lukas       | Overbrook Farm                             | Serena's Song      | Stormy Blues      | 1'45"20 |
| 1993  | Santa Anita Park   | Phone Chatter      | États-Unis | Phone Trick       | Laffit Pincay, Jr. | Richard Mandella     | Herman Sarkowsky                           | Sardula            | Heavenly Prize    | 1'43"00 |
| 1992  | Gulfstream Park    | Eliza              | États-Unis | Mt.Livermore      | Pat Valenzuela     | Alex Hassingfer      | Allen E. Paulson                           | Educated Risk      | Boots'N'Jackie    | 1'42"80 |
| 1991  | Churchill Downs    | Pleasant Stage     | États-Unis | Pleasant Colony   | Eddie Delahoussaye | Chris Speckert       | Buckland Farm                              | La Spia            | Cadillac Women    | 1'46"40 |
| 1990  | Belmont Park       | Meadow Star        | États-Unis | Meadow Lake       | Jose Santos        | LeRoy Jolley         | Carl Icahn                                 | Private Treasure   | Dance Smartly     | 1'44"00 |
| 1989  | Gulfstream Park    | Go For Wand        | États-Unis | Deputy Minister   | Randy Romero       | William Badgett, Jr. | Christiana Stables                         | Sweet Roberta      | Stella Madrid     | 1'44"20 |
| 1988  | Churchill Downs    | Open Mind          | États-Unis | Deputy Minister   | Angel Cordero, Jr. | D. Wayne Lukas       | Eugene V. Klein                            | Darby Shuffle      | Lea Lucinda       | 1'46"60 |
| 1987  | Hollywood Park     | Epitome            | États-Unis | Summing           | Pat Day            | Phil Hauswald        | John A. Bell III                           | Jeanne Jones       | Dream Team        | 1'36"40 |
| 1986  | Santa Anita Park   | Brave Raj          | États-Unis | Rajab             | Pat Valenzuela     | Melvin Stute         | Dolly Green                                | Tappiano           | Saros Brig        | 1'43"20 |
| 1985  | Aqueduct Racetrack | Twilight Ridge     | États-Unis | Cox's Ridge       | Jorge Velasquez    | D. Wayne Lukas       | Eugene V. Klein                            | Family Style       | Steal A Kiss      | 1'35"80 |
| 1984  | Hollywood Park     | Outstandingly      | États-Unis | Exclusive Native  | Walter Guerra      | Pancho Martin        | Harbor View Farm                           | Dusty Heart        | Fine Spirit       | 1'37"80 |